# Friedrich Ludy
Friedrich August Ludy (* 1823 in Köln; † 1890 oder 1896 in Solkan) war ein deutscher Kupferstecher und Radierer.

## Leben
Friedrich Ludy, Sohn des Kupferstechers Wilhelm Ludy aus Köln, ging 1839 an die unter Friedrich Wilhelm von Schadow geleitete Kunstakademie Düsseldorf. Nach Teilnahme an der Elementarklasse wurde er im Jahre 1840 Schüler von Joseph von Keller in dessen so genannter Kupferstecherschule. Von 1850 bis 1852 absolvierte er die Meisterklasse der Akademie. Nach einem folgenden dreijährigen Studienaufenthalt in Paris bereiste Ludy Deutschland und Belgien. Düsseldorf, wo er zuletzt in der Ratinger Straße wohnte, verließ er 1855 und begab sich nach Berlin. Um 1878 wohnte er dort in der Melchiorstraße Nr. 30.
Ein Hüftbild von Friedrich Ludy, aktives Mitglied des Künstlervereins Malkasten, gemalt von Ludwig Knaus im Jahre 1854, befindet sich im Archiv des Malkasten-Vereins.
In „Erklärung der wissenschaftlichen Käfernamen aus Reitter’s Fauna Germanica“ von Sigmund Schenkling wird unter „Arten, Unterarten, Varietäten, Aberrationen“ der Käfer „Lüdyi“, nach dem Kupferstecher Friedrich Ludy, „gestorben 1896 in Salcano (Solkan) bei Görz“, benannt.

## Werk

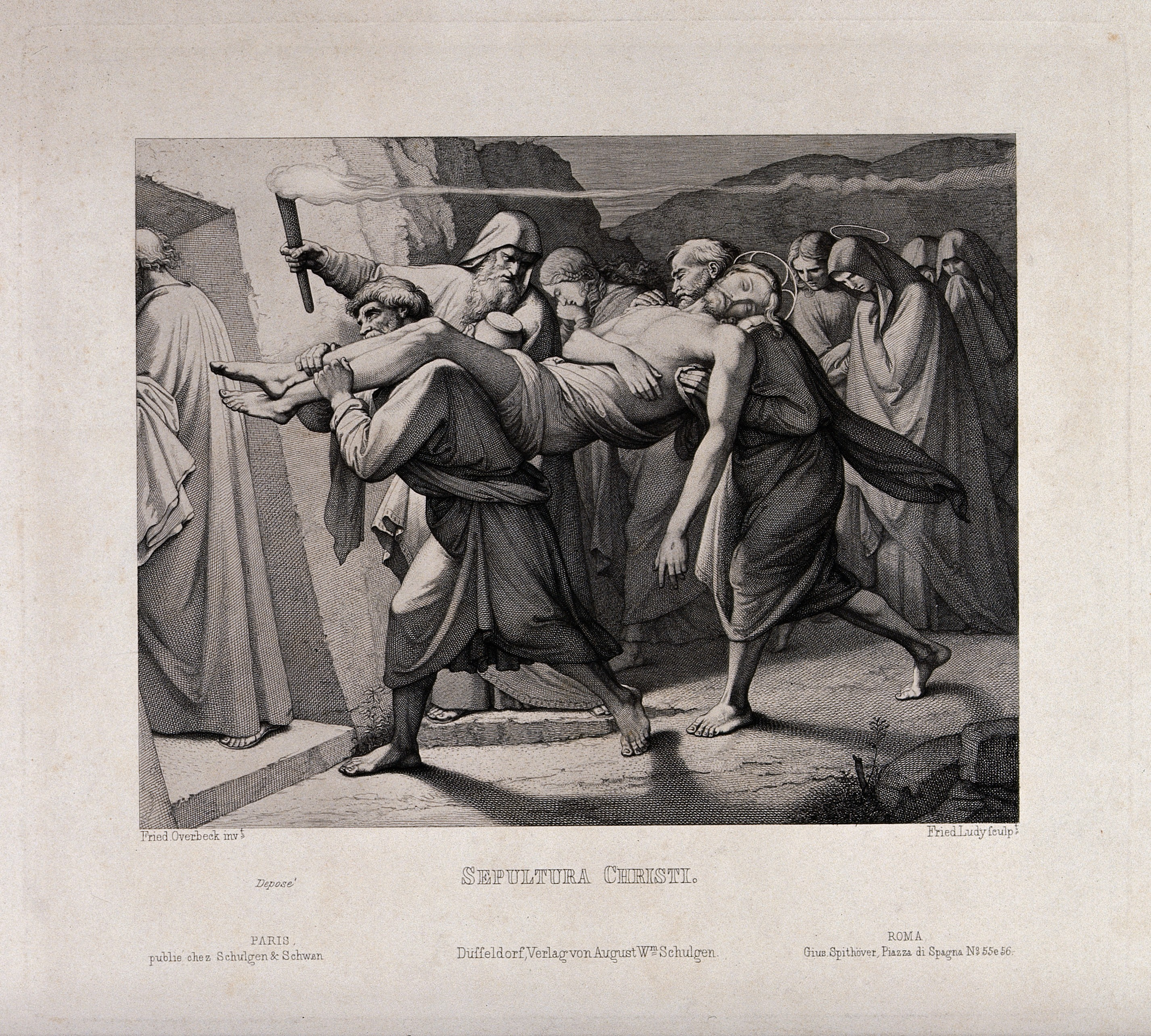
Sepultura Christi, (Grablegung Christi) Darstellung aus den Evangelien, nach Friedrich Overbeck

Friedrich Ludy war in der gemischten Manier, dem Kupfer- als auch dem Stahlstiche, die im Linienstich und in gemischter Manier gearbeitet sind, bewandert. Seine Stiche führte er meistens in Kartonmanier nach Malern der religiösen Historie aus, so wie auch mehrere Porträts. Von 1847 bis 1850 fertigte Ludy eine Anzahl von Stichen zu den „Darstellungen aus den Evangelien“ nach Originalzeichnungen von Friedrich Overbeck, ferner „Hagar und Ismael“, „Salomo’s Urteile“ und „Rom als Herrin der Welt“ und „Der Frühling“ nach Joseph von Führich. In 1884 stach er „Das widerspenstige Modell“ nach Ludwig Knaus. Zu Friedrich Schillers „Lied von der Glocke“ nach Illustrationen von Alexander von Liezen-Mayer lieferte Ludy einige Stiche sowie auch einige Ornamente zu dessen illustrierten Prachtausgabe von Goethes „Faust“. Und nach Carl Heinrich Hermann ein Blatt aus den Kompositionen der „Deutschen Geschichte“ (Deutschland unter den sächsischen Kaisern).

## Werke (Auswahl)

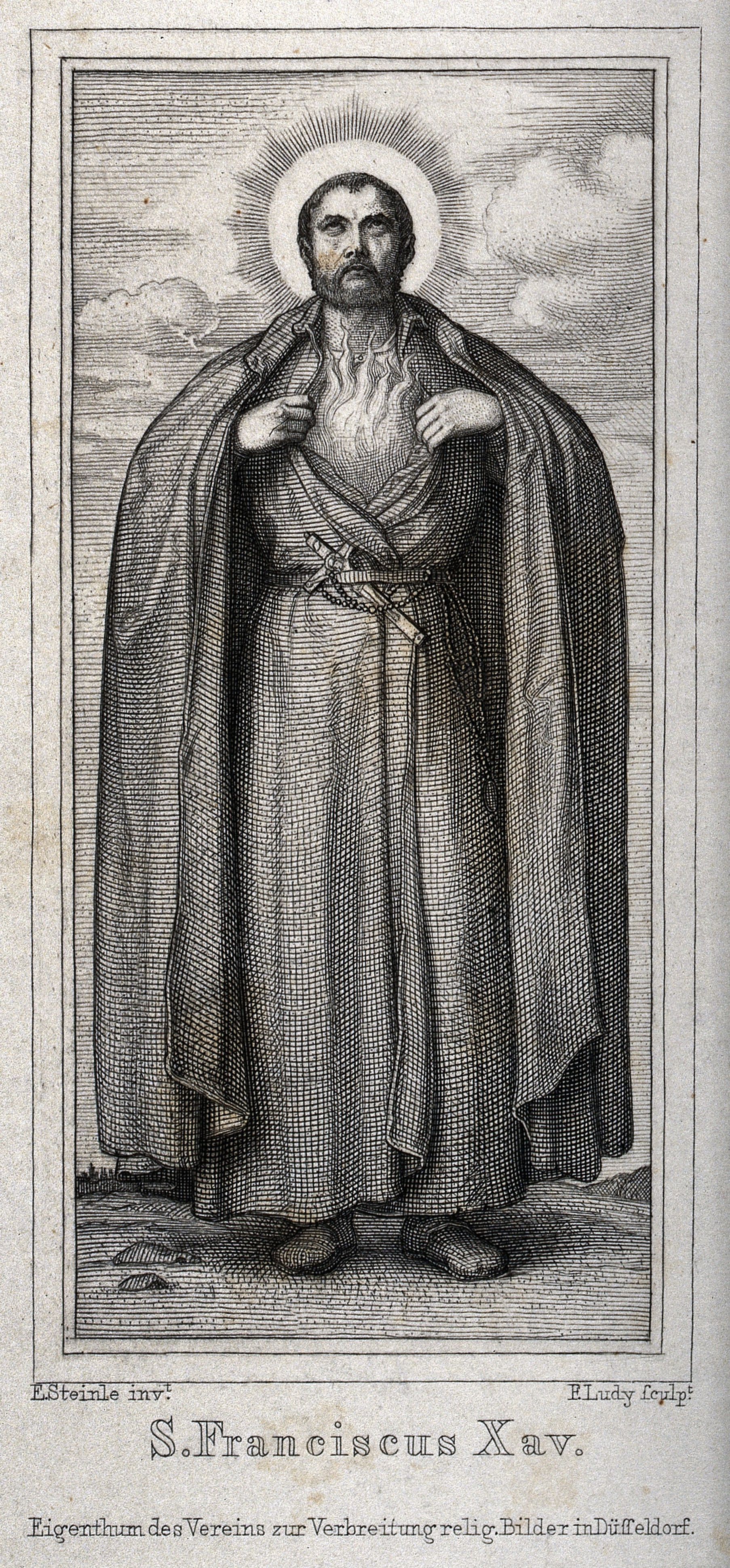
S. Francisus Xav. nach Edward von Steinle

- S. Francisus Xav., nach einer Vorlage von Edward von Steinle, Heiligenbild für den Verein zur Verbreitung religiöser Bilder
- Das Mannasammeln, nach Vorlage von Friedrich Overbeck
- Verkündigung an Maria, nach Vorlage von Carl Müller[14]
- Der heilige Cosmas und der heilige Damian, nach Vorlage von Heinrich Lauenstein[15]
- Kirchenväter, Stahlstich, 1851[16]
- Der heilige Rochus, nach Vorlage von Heinrich Mücke[17]
- Christus von Engeln betrauert, Stahlstich 1874, nach Vorlage von Andrea Mantegna
- Die Gratulantin, nach Vorlage von Ludwig Knaus[18]
- Freude Kupferstich nach Vorlage Alexander von Liezen-Mayer
- sieben Zeichnungen Leben des Moses, nach Vorlagen von Karl Gottfried Pfannschmidt